# El hotel de los secretos
El hotel de los secretos est une telenovela mexicaine diffusée entre le 25 janvier et le 20 mai 2016 sur Las Estrellas et l'Univision,.

## Synopsis
Un jeune homme d'origines modestes se rend dans le grand hôtel situé à la périphérie d'un village appelé San Cristóbal Tlaxico pour rendre visite à sa sœur Cristina, qui travaille comme responsable d'étage dans un hôtel. Julio découvre que plus d'un mois après avoir été licencié pour avoir prétendument volé à l'hôtel, personne ne sait rien d'elle.

## Distribution

### Acteurs principaux
- Irene Azuela : Isabel Alarcón
- Erick Elías : Julio Olmedo
- Jorge Poza : Diego Montejo
- Dominka Paleta : Sofía Alarcón
- Daniela Romo : Doña Angela Gómez
- Carlos Rivera : Andrés Salinas
- Diana Bracho : Doña Teresa Alarcon
- Alejandro de la Madrid : Alfredo Vergara
- Marlene Kalb : Victoria
- Ilse Salas : Belén García
- Pablo Cruz Guerrero : Felipe Alarcón
- Jesús Ochoa : Don Serapio Ayala
- Eduardo España : Dagoberto Suárez
- Juan Carlos Barreto : Lupe
- Luis Gatica : Don Genaro
- Claudia Rios : Melibea
- Queta Lavat : Señora Limantour
- Josh Gutiérrez : Jacinto
- Arantza Ruiz : Violeta
- Rodrigo Virago : Pascual
- Ilse Ikeda : Natalia
- Sergio Gallardo : Mateo
- María Penella Gómez
- Silvia Mariscal : Elisa
- Luis Couturier : Benjamín Nieto
- Regina Blandón : Matilde
- Juan Ferrara : Lázaro
- Claudia Ramírez : Cecilia Gaitán
- Sofía Castro : Eugenia

## Diffusion
- Univision (2016)
- Las Estrellas (2016)

## Autres versions
- Gran hotel (Antena 3, 2011-2013)
- Grand Hotel (ABC, 2019)

### Sources
- (es) Cet article est partiellement ou en totalité issu de l’article de Wikipédia en espagnol intitulé « El hotel de los secretos » (voir la liste des auteurs).